# ناحیه لیکفیلد، شهرستان لوس، میشیگان
ناحیه لیکفیلد (به انگلیسی: Lakefield Township) یک منطقهٔ مسکونی در ایالات متحده آمریکا است که در شهرستان لوس، میشیگان واقع شده‌است.
 ناحیه لیکفیلد  ۱٬۰۶۱ نفر جمعیت دارد و ۲۱۷ متر بالاتر از سطح دریا واقع شده‌است.